# Giuseppe Amato
Giuseppe Amato (genannt Peppino, eigentlich Giuseppe Vasaturo; * 24. August 1899 in Neapel; † 3. Februar 1964 in Rom) war ein italienischer Filmproduzent und -regisseur.

## Leben
Amato hatte sich in den 1920er Jahren einige Reputation in der neapolitanischen Theaterszene erworben, als er sich mit Beginn der 1930er Jahre der Filmproduktion zuwandte. Nach einigen Aufenthalten in den USA entstand unter seiner Leitung eine Vielzahl von oftmals bemerkenswerten Filmen, unter denen Fahrraddiebe und La Dolce Vita zu den bekanntesten zählen. Immer wieder einmal inszenierte er auch selbst, so dass zwischen 1938 und 1961 acht Filme in eigener Regie entstanden.
Amato war ein Förderer von Vittorio de Sica und Roberto Rossellini und somit auch ein Wegbereiter des Neorealismus im italienischen Kino. Immer wieder zeigte er Gespür für richtungsweisende Filme, für die er dann auch finanzielles Risiko nicht scheute. Unter seiner Ägide entstanden Filme wie Quattro passe fra le nuvole (1942) oder La cena delle beffe im selben Jahr, Rom, offene Stadt (1945), Umberto D. (1952) und Pietro Germis Unter glatter Haut (1959).
Amatos Tochter Maria war bis zu dessen Tod 2016 mit Bud Spencer verheiratet.
1964 erlag Amato einem Herzinfarkt. Er wurde im Film Celluloide (1996) von Massimo Dapporto porträtiert.

## Filme (Auswahl)
Regisseur
- 1949: Yvonne la nuit
- 1954: Die Verrufenen (Donne proibite)
- 1955: Wohnung mit allem Komfort (Gli ultimi cinque minuti)

Produzent
- 1942: Lüge einer Sommernacht (4 passi fra le nuvole) (& Drehbuch)
- 1945: Rom, offene Stadt (Roma, città aperta)
- 1946: Schuhputzer (Sciuscià)
- 1948: Fahrraddiebe (Ladri die biciclette)
- 1950: Franziskus, der Gaukler Gottes (Francesco, giullare di Dio)
- 1952: Umberto D. (Umberto D.)
- 1952: Don Camillo und Peppone (Le petit monde de Don Camillo)
- 1953: Don Camillos Rückkehr (Le Retour de don Camillo)
- 1959: Unter glatter Haut (Un maledetto imbroglio)
- 1960: Das süße Leben (La dolce vita)